# Carlos Deltour
Carlos Deltour (Guadalajara, 8 aprile 1864 – Cambo-les-Bains, 29 maggio 1920) è stato un canottiere francese.
Partecipò all'Olimpiade 1900 di Parigi nella gara di due con, in cui vinse la medaglia di bronzo assieme a Antoine Védrenne e al timoniere Paoli.

## Palmarès
| Anno | Manifestazione | Sede   | Evento                | Risultato | Note |
| ---- | -------------- | ------ | --------------------- | --------- | ---- |
| 1900 | Olimpiadi      | Parigi | Canottaggio - Due con | Bronzo    |      |